# Кызыл Сукачы
Кызыл Сукачы — село в Азнакаевском районе Татарстана. Входит в состав Алькеевского сельского поселения.

## География
Находится в юго-восточной части Татарстана на расстоянии приблизительно 21 км по прямой (29,5 км по автодорогам) на запад-северо-запад от районного центра города Азнакаево и в 4 км к юго-западу от центра поселения, села Алькеево. Село окружено нефтяными скважинами, к северу от него имеется небольшая пасека. Жители села работают в крестьянских (фермерских) хозяйствах. Село электрифицировано и газифицировано, есть кладбище. Единственная улица — Чапаева.

## История
Основано в 1924 году под названием Красный Пахарь в составе Алькеевской волости Бугульминского кантона Татарской АССР. В 1930 году — центр Краснопахарьского сельсовета Тумутукского района. С 
30 октября 1931 года — в Азнакаевском районе (в 1948 году — посёлок Кзыл Сукаче (Чатра) в Алькеевском сельсовете, в 1963—65 годах в Альметьевском сельском районе).
До середины 2000-х годов действовал клуб.
10 мая 2015 года открылся памятник участникам Великой Отечественной войны.
В 2022 году на месте бывшего клуба открылась мечеть.

## Население
По переписи 2010 года в селе жил 31 человек (14 мужчин, 17 женщин). В 2002 году — 50 человек (26 мужчин, 24 женщины).
| 1926 | 1938 | 1949 | 1958 | 1970 | 1979 | 1989 | 2002 | 2010 |
| ---- | ---- | ---- | ---- | ---- | ---- | ---- | ---- | ---- |
| 463  | 544  | 423  | 300  | 205  | 128  | 51   | 50   | 31   |

### Национальный состав
В 1930 и 1948 годах преобладали татары. По переписи 2002 года в национальной структуре населения татары составляли 100 %. В 2015 году также проживали татары.